# Маунт Крестед Бјут (Колорадо)
Маунт Крестед Бјут (енгл. Mount Crested Butte) град је у америчкој савезној држави Колорадо.

## Демографија
По попису из 2010. године број становника је 801, што је 94 (13,3%) становника више него 2000. године.
| Група             | 2000.       | 2010.       |
| Белци             | 668 (94,5%) | 755 (94,3%) |
| Афроамериканци    | 0 (0,0%)    | 0 (0,0%)    |
| Азијати           | 0 (0,0%)    | 5 (0,6%)    |
| Хиспаноамериканци | 25 (3,5%)   | 24 (3,0%)   |
| Укупно            | 707         | 801         |